# Augustin Lagrange
Pour les articles homonymes, voir Lagrange.
Fort Cardailhac, connu en littérature sous le pseudonyme d'Augustin Lagrange, né le 7 octobre 1809 à Saint-Jean d'Angély, où il est mort le 20 août 1863, est un médecin et auteur dramatique français.

## Biographie
Il commence ses études de médecine à Rochefort en 1829 et devient en 1830 médecin surnuméraire à Metz. Sous-aide à Thionville pendant une épidémie de choléra (1832), il est reçu médecin le 2 février 1836 à Paris et entre à l'hôpital du Gros-Caillou.
Il sert ensuite en Afrique comme aide-major dans les années 1840 puis devient chirurgien-major du 1er dragon à Marseille en 1846. Le 7 septembre 1850, il est fait chevalier de la Légion d'honneur.
Médecin de 2e classe à l'hôpital de Djidejely puis médecin-major de 1re classe à l'hôpital de Philippeville, il est nommé le 30 décembre 1852, médecin principal d'armée et s'installe à La Rochelle le 4 septembre 1859 comme médecin principal de l'hôpital militaire.
Ses pièces, écrites sous le pseudonyme d'Augustin Lagrange ont été représentées, principalement, au théâtre de l'Ambigu-Comique, au théâtre de la Gaîté et au théâtre du Panthéon,.

## Œuvres
- Mademoiselle de La Valliere et madame de Montespan, drame historique en trois actes, avec Benjamin Antier, 1831
- Jeanne Vaubernier ou la cour de Louis XV, comédie en trois actes, avec Jean-Baptiste-Pierre Lafitte et Michel-Nicolas Balisson de Rougemont, 1832
- Les Honneurs sans profits, comédie vaudeville en 2 actes, avec Cormon, 1832
- Un aveu, comédie-vaudeville en un acte, avec Cormon, 1833
- Flore et Zephyr, folie-vaudeville en un acte, avec Eugène Cormon, 1834
- Les Gueux de mer, ou la Belgique sous Philippe II, drame en trois actes, avec Cormon, 1835
- Le Prisonnier d'une femme, comédie-vaudeville en 1 acte, avec Cormon, 1836
- Les Trois Jeannette, vaudeville en 1 acte, avec Cormon, 1836
- Le Mariage en capuchon, comedie-vaudeville en deux actes, avec Cormon, 1838
- César Birotteau, drame-vaudeville en trois actes, avec Cormon et Honoré de Balzac, 1838
- Mlle Agathe, comédie-vaudeville en un acte, avec Adolphe d'Ennery et Cormon, 1847